# Kiley Neushul
Kiley Susan Neushul [ˈnuːʃəl], född 5 mars 1993 i Santa Barbara County i Kalifornien, är en amerikansk vattenpolospelare. Hon ingick i USA:s landslag i damernas turnering i vattenpolo vid olympiska sommarspelen 2016 där hon tog OS-guld.
Efter skoltiden vid Dos Pueblos High School studerade Neushul vid Stanford University där hon spelade vattenpolo för Stanford Cardinal.
Neushul tog guld vid panamerikanska spelen 2015 och 2019. I VM 2013 blev det en femteplats men senare tog hon tre VM-guld, nämligen 2015, 2017 och 2019. På höjden av sin karriär spelade hon för den spanska klubben CN Sabadell.
Kiley Neushul är syster till vattenpolospelarna Jamie och Ryann Neushul. År 2024 valdes Kiley Neushul in i USA Water Polo Hall of Fame.